# Polynema dhenkunde
Polynema dhenkunde är en stekelart som beskrevs av Mani och Saraswat 1973. Polynema dhenkunde ingår i släktet Polynema och familjen dvärgsteklar. Inga underarter finns listade i Catalogue of Life.